# Dünenstraße 22 (Ahlbeck)

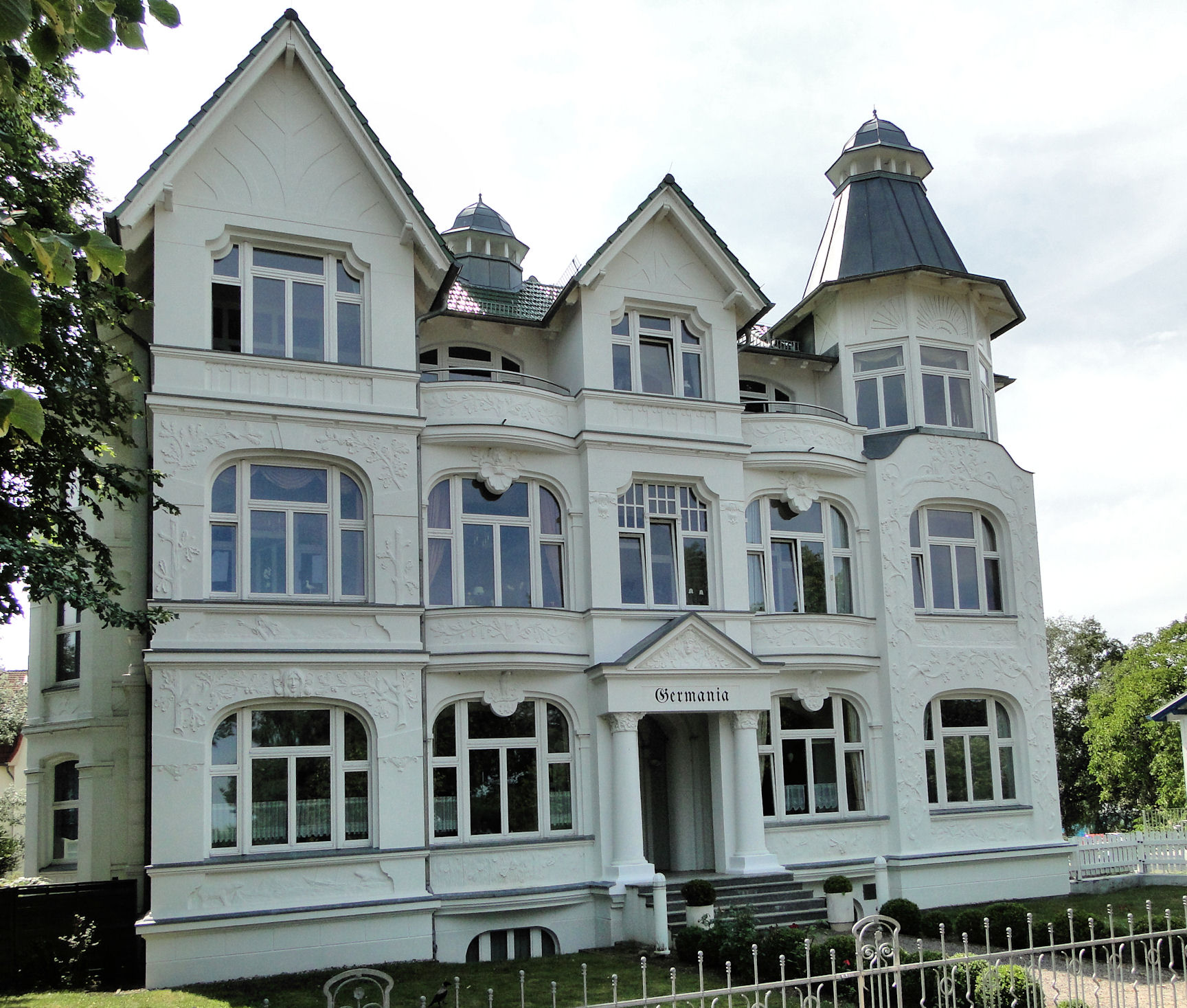
Dünenstraße 22 in Ahlbeck

Das Gebäude Dünenstraße 22 in Ahlbeck, einem Ortsteil der Gemeinde Ostseebad Heringsdorf auf der Insel Usedom im Landkreis Vorpommern-Greifswald in Mecklenburg-Vorpommern, wurde um 1900 errichtet. Die ehemalige Villa ist ein geschütztes Baudenkmal und wird heute als Pension genutzt.
Die ganz in Weiß gehaltene Fassade des zweigeschossigen Hauses besitzt einen reichen plastischen Schmuck aus Stuck. In der Darstellung des Eichenlaubes sind Eulen, Eichhörnchen, Seeadler, Seelöwen u. a. geschickt versteckt. 